# فرودگاه تولدو (برزیل)
فرودگاه تولدو (برزیل) (به انگلیسی: Toledo Airport (Brazil)) (به زبان بومی: Aeroporto Luiz dal Canalle Filho) یک فرودگاه همگانی ۰ با کد یاتا TOW است که یک باند فرود بله دارد و طول باند آن آسفالت متر است. این فرودگاه در کشور برزیل قرار دارد و در ارتفاع ۵۶۲ متری از سطح دریا واقع شده است.